# Barleria longiflora
Barleria longiflora là một loài thực vật có hoa trong họ Ô rô. Loài này được L.f. mô tả khoa học đầu tiên năm 1782.